# Unterseeboot-Werft Rotterdam

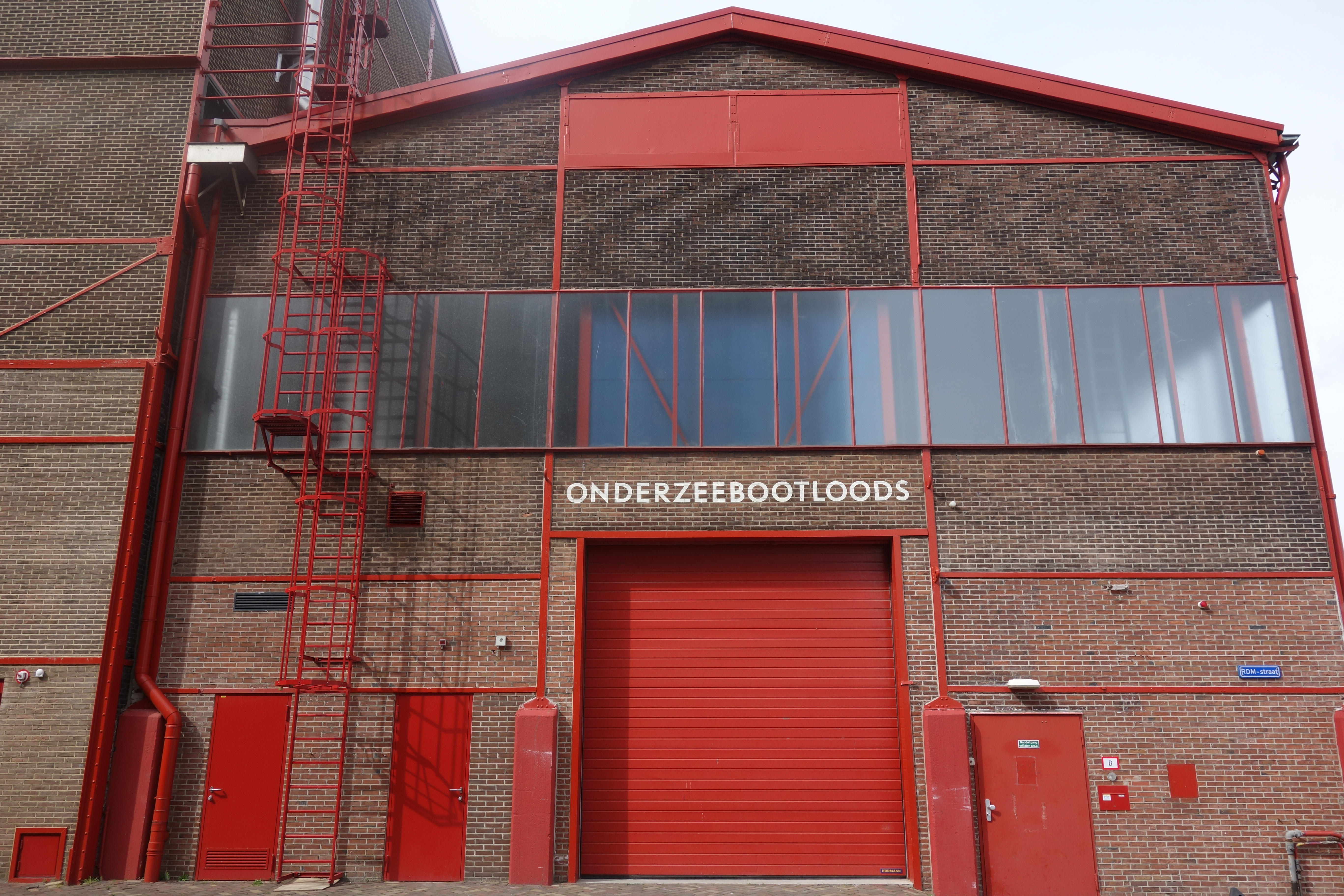
Unterseeboot-Werft

Die Unterseeboot-Werft Rotterdam (niederländisch De Onderzeebootloods) war Teil des durch die Rotterdamsche Droogdok Maatschappij (RDM) genutzten Teils des Rotterdamer Hafens im Stadtteil Heijplaat.

## Geschichte
Die drei Hallen wurden als überdachte Slipanlagen von der RDM zwischen 1929 und 1939 zur Montage militärischer Unterseebooten errichtet. Die Fassaden waren aus Geheimhaltungsgründen fast ganz geschlossen. Die horizontalen Fensterbänder sind aus Stahl und sehr weit oben in den Seitenwänden angebracht. Tageslicht wird durch große Glasflächen in den Dächern hereingelassen.

## Nachnutzung
Nach dem Ende des Schiffbaus in dieser Werft wurden die Hallen als Lagerräume und für Werkstätten genutzt. Die neue Nutzung brachte es mit sich, dass die Böden der drei Hallen angeglichen wurden und die Hallen durch den Einbau von Zwischenwänden nutzbar gemacht wurden.
Seit 2010 werden die Hallen der früheren U-Boot-Werft vom Museum Boijmans Van Beuningen und den Rotterdamer Hafenbetrieben genutzt, um durch Kunstausstellungen den Hafen für ein breites Publikum attraktiv zu machen. Zu den Ausstellungen der letzten Jahre zählten:
- 2010: Infernopolis des niederländischen Atelier Van Lieshout.
- 2011: The One and the Many des skandinavischen Künstlerduos Elmgreen und Dragset.
- 2012: Eine Ausstellung des armenisch-französischen Künstlers Sarkis.
- 2013: XXXL Painting der Künstler Klaas Kloosterboer, Chris Master und Jim Shaw.